# Vodní nádrž Fořt
Vodní nádrž Fořt je hypotetická přehradní nádrž v Královéhradeckém kraji, jejíž lokalita patří mezi území chráněná pro akumulaci povrchových vod.
Vodní nádrž by vznikla přehrazením řeky Čisté, ale napájena by byla také Lázeňským potokem a řadou drobných přítoků. Hráz by stála v nynějším průmyslovém areálu na okraji Terezína a dosahovala až ke vsi Fořt. Zatopena by tak byla osada Lázně Fořt, část obce Rudník a většina silnice spojující Fořt a Terezín. V možném zatopeném území v roce 2008 stálo 11 obytných budov, jedna průmyslová budova a jedna další budova.
Vodní nádrž by sloužila jako rezervní zdroj vody pro obce v okolí nádrže a také k nalepšování průtoků v Čisté a na Labi před VN Les Království. Zároveň by měla chránit před povodněmi zástavbu u Čisté mezi Rudníkem a Hostinným. Z ekologického hlediska se jako problém může jevit výskyt kriticky ohrožené mihule potoční.